# Daphne Wagner
Daphne Wagner, född 13 november 1946 i Berlin, är en tysk skådespelerska.

## Biografi
Daphne Wagner är dotter till Wieland Wagner och hans hustru Gertrud. Hon studerade till skådespelerska vid Max-Reinhardt-Schule i Berlin mellan 1966 och 1968. Hon debuterade i Jean Anouilhs Die Probe på Theater in der Josefstadt i Wien 1968.
Åren 1969/1970 spelade hon på Theater Essen, 1970/1971 på Deutsches Schauspielhaus i Hamburg, 1971/1972 på Stadttheater Basel och 1973-1976 på Schillertheater i Berlin. Där spelade hon 1973 under regissören Dieter Dorn i Aristofanes Fåglarna.
År 1977 flyttade hon till Kammerspiele i München. Här spelade hon främst i regi av Dieter Dorn i pjäser av Botho Strauss, bland annat Die Frau i Stort och smått (1979), K i Kalldewey, Fars (1983/84) och som "Frau mit Hut" i världspremiären av Schlusschor (1990).
Hon har också porträtterat Madeleine de Marelle i Frank Wedekinds Pandoras ask (1977/78), Marion i Büchners Dantons död (1979/80), Guvernanten i hans Leonce och Lena (1981), Döden/Morgane le Fay/Orgelouise i Dorsts Merlin oder Das wüste Land (1982), Andromache i Shakespeares Troilus och Cressida (1985/86), Lejonet/Vakten i Heiner Müllers Germania Tod in Berlin och Frau i Thomas Braschs Lovely Rita (1978, båda regisserade av Ernst Wendt), Jungfer i Sternheims Der Snob (1982/83, regisserad av Hans-Reinhard Müller), Josette i den tyska premiären av Topors Leonardo hat's gewuß (1985, regisserad av författaren), Helena i Die Troerinnen i version av Franz Werfel (1984, regisserad av Ernst Wendt), läkare i världspremiären av Bölls Frauen vor Flusslandschaft (1988, regisserad av Volker Schlöndorff), personalchef i Peter Turrinis Die Minderleister (1989, regisserad av Anselm Weber), diakonissa i Ibsens Når vi døde vågner (1991/92, regisserad av Peter Zadek), i Wilsons Der Mond im Gras (1994, regisserad av Robert Wilson) och slaven Paula i världspremiären av Achternbuschs Letzter Gast (1996, regisserad av Alexander Lang).
På TV sågs Daphne Wagner främst i serier och hade en permanent roll som Ingrid Hagenbeck i Unsere Hagenbecks och som Helen Sommer i Wildbach.
Hennes första äktenskap var från 1967 till 1968 med Udo Proksch, hennes andra make är författaren Tilman Spengler.

## Filmografi
| - 1969: Tausendundeine Nacht – Die Geschichte von Schamur (TV-serie) - 1976: Der starke Ferdinand - 1979: Paris-Duett - 1979: Der erste Schnee - 1982: Bekenntnisse des Hochstaplers Felix Krull - 1983: Wagner – Das Leben und Werk Richard Wagners - 1986: Väter und Söhne – Eine deutsche Tragödie - 1986: Tatort – Einer sah den Mörder (TV-serie) - 1988: Die Männer vom K3 – Familienfehde (TV-serie) - 1990: Der Rausschmeißer - 1990: Sekt oder Selters (TV-serie) - 1990: Ein anderer Liebhaber | - 1991–1992: Unsere Hagenbecks (TV-serie) - 1992: Sylter Geschichten (TV-serie) - 1992: Florian III - 1992: Der Nebenbuhler - 1993: Die Notärztin (TV-serie) - 1994–1996: Wildbach (TV-serie) - 1997:[OP ruft Dr. Bruckner (TV-serie) - 1997: St. Angela (TV-serie) - 1999: Alle meine Töchter (TV-serie) - 2007: Friedliche Zeiten - 2008: Marienhof (TV-serie) |

### Trycka källor
- Hermann J. Huber: Langen Müller’s Schauspielerlexikon der Gegenwart. Deutschland. Österreich. Schweiz. Albert Langen • Georg Müller Verlag GmbH, München • Wien 1986, ISBN 3-7844-2058-3, S. 1072.
- C. Bernd Sucher (Hrsg.): Theaterlexikon. Autoren, Regisseure, Schauspieler, Dramaturgen, Bühnenbildner, Kritiker. Von Christine Dössel und Marietta Piekenbrock unter Mitwirkung von Jean-Claude Kuner und C. Bernd Sucher. Deutscher Taschenbuch-Verlag, München 2. Auflage 1999, ISBN 3-423-03322-3, S. 739.